# Малых, Владимир Александрович
Владимир Александрович Малых (1923—1973) — советский физик-ядерщик, Герой Социалистического Труда, лауреат Ленинской премии, доктор технических наук, заместитель директора по научной работе Обнинского физико-энергетического института, директор Всесоюзного Научно-исследовательского института технической информации классификации и кодирования.

## Биография
Родился 20 января 1923 года в деревне Шуртан Красноуфимского уезда Екатеринбургской губернии (ныне в Красноуфимском районе Свердловской области).
В 1940 году окончил школу № 1 города Туринска с золотой медалью. Медаль давала право на поступление в институт без вступительных экзаменов, но из-за семейных трудностей Владимир Александрович был вынужден два года преподавать физику и математику в старших классах Туринской школы.
В 1942 году поступил в Московский государственный университет имени М. В. Ломоносова. В это же время начал работать лаборантом в Научно-исследовательском институте ядерной физики МГУ.
В декабре 1943 года был призван в армию мотоэлектриком в 232-й танковой бригаде.
С 1944 года, после ранения и контузии, был переведён в штаб Тульского полка войск НКВД.
В июле 1946 года, после демобилизации, продолжил учёбу и работу в МГУ. Вскоре, из-за болезни, материальных трудностей, женитьбы, учёбу пришлось бросить.
С 26 марта 1949 года начал работу старшим лаборантом в лаборатории «В» под руководством Олега Дмитриевича Казачковского, где зарекомендовал себя квалифицированным конструктором и технологом.
В конце 1950 года ученым советом Владимир Александрович был утвержден соискателем ученой степени кандидата технических наук. Одновременно было подано ходатайство в ВАК о допуске его к защите диссертации без диплома о законченном высшем образовании.
В 1951 году Владимиру Александровичу была поручена разработка тепловыделяющих элементов (твэлов) для первой АЭС.
В августе 1953 года был назначен начальником технологического отдела.
В октябре 1953 года твэл, разработанный В. А. Малых, был выбран для первой АЭС и рекомендован для изготовления на Электростальском машиностроительном заводе (ЭМЗ), где для этой цели создавался специальный цех. На время освоения процесса производства и выпуска комплекта твэлов Малых был назначен заместителем главного инженера ЭМЗ и получил неограниченные полномочия на привлечение заводского персонала и оборудования для освоения и организации производства твэлов. К 30 апреля 1954 года на заводе изготовили комплект твэлов для первой АЭС.
В 1956 году был награждён орденом Ленина за создание первой в мире АЭС.
В 1957 году в числе других разработчиков первого энергетического реактора было присвоено звание лауреата Ленинской премии. Вскоре после присвоения премии получил разрешение высшей аттестационной комиссии на защиту кандидатской диссертации при отсутствии законченного высшего образования. Защита проходила на учёном совете ВНИИНМ под председательством действительного члена Академии Наук СССР Андрея Анатольевича Бочвара. Диссертация была посвящена целому кругу проблем, разработанных на атомной станции. По результатам защиты Владимиру Александровичу была присуждена учёная степень доктора технических наук.
В 1962 году был назначен начальником технологического сектора Физико-энергетического института (ФЭИ).
в 1964 году стал заместителем Директора по научной работе ФЭИ в городе Обнинск, Калужской области.

## «Гирлянды» В. А. Малых
Одним из результатов работ в ФЭИ над термоэмиссионными преобразователями было создание и серийный выпуск тепловыделяющих элементов из последовательно соединённых термоэмиссионных преобразователей — «гирлянд» для реактора «Топаз». Они давали до 30 В — раз в сто больше, чем одноэлементные преобразователи, созданные ленинградской группой М. Б. Барабаша и позднее — Институтом атомной энергии. Это позволяло снимать с реактора в десятки и сотни раз большую мощность. Однако надёжность системы, напичканной тысячами термоэмиссионных элементов, вызывала опасения.

## Память
На здании МАОУ средняя общеобразовательная школа № 1 г. Туринска 5 мая 2017 года была установлена мемориальная доска в память о её выпускнике Владимире Александровиче Малых.

## Награды
- Золотая медаль ВДНХ (1964 год);
- Лауреат Ленинской премии (1957 год);
- Орден Трудового Красного Знамени (1962);
- Два Ордена Ленина;
- Звание Героя Социалистического Труда с Золотой медалью Серп и Молот (1966 год)